# Fornaka
Fornaka (em árabe: فرناكة) é um local da Argélia. Fornaka está localizada 27 quilômetros (17 milhas) de Mostaganem, a capital da província homônima, e 60 quilômetros (37 milhas) de Orã, a segunda maior cidade do país. A cidade está localizada levemente a oeste no meridiano de Greenwich. De acordo com o censo de 2008, a população total da cidade era de  habitantes.

## História
Em 1870, Fornaka passou a ser o assentamento para os refugiados de língua alemã da Alsácia e Ducado da Lorena. Eles não foram os primeiros que tentaram começar uma nova vida nesta terra fértil.
No final do século XV, o cristianismo na Espanha expulsou milhões de seus cidadãos não-cristãos. Centenas dos mouros vieram para Stidia e Fornaka, e implementaram uma nova vida na imagem de suas antigas vivências nos perdidos para sempre de Al-Andalus.
Durante as duas últimas décadas, a Fornaka está enfrentando o problema da imigração de jovens para Espanha, França, Alemanha e América do Norte.

## Nome
De acordo com Salim Ammar que nasceu em Fornaka e viveu até os trinta e três anos de idade em Fornaka, esta cidade foi nomeada em conformidade com o Amazigue (lenda de Berber) do rei Arzew e seus dois filhos, Fornak e Aghbal. A referência é os mitos orais coletados dos habitantes  de bethioua e publicado na "Revisão africana" em 1991 pela "Sociedade Geográfica da Argélia".
Através da descrição dos 300 anos lutando contra a presença militar espanhola no "Presídio" de Orã, os geógrafos árabes nomearam a atual Fornaka como "Fom Al Bah'r", literalmente, na boca do mar.